# Lanžhot
Lanžhot (slováckým nářečím Lanžot nebo Łanžot [Uanžot], německy Landshut) je město v okrese Břeclav v Jihomoravském kraji. Leží sedm kilometrů jihovýchodně od Břeclavi, na trojmezí Česka s Rakouskem a Slovenskem. Je nejjižněji položeným moravským sídlem a jedním ze středisek národopisné oblasti Podluží. Žije zde přibližně 3 600 obyvatel. Leží na říčce Kyjovce na okraji nivy řeky Moravy. Na jeho území se nachází silniční, dálniční a železniční přechod na Slovensko na trase Brno (– Břeclav) – Bratislava.

## Název
Osada dostala při založení ve 14. století německé jméno Landshut („zemská stráž“) podle své funkce ochrany přechodu přes řeku Moravu z Uher na Moravu. České jméno bylo převzato z německého a do místního nářečí bylo přizpůsobeno tvrdým náslovným „Ł“. (Podobným vývojem prošel název polského města Łańcut, téhož německého původu.)

## Historie
Sídlo je poprvé připomínáno v roce 1384 (Lanczhut opido). Vzniklo v 70. letech 14. století na hraniční křižovatce obchodních cest, německý název Landshut (zemská stráž) odkazuje k této funkci. Městečko roku 1496 připadlo rodu Lichtenštejnů, v jehož držení zůstalo až do 19. století. Kvůli své poloze na hranicích tří zemí – Moravy, Uher a Rakouska – mnohokrát v historii trpělo přesuny vojsk a s tím spojeným plundrováním a ničením. Jednou z nejhorších pohrom se stal vpád ozbrojenců Štěpána Bočkaje roku 1605, kdy byl Lanžhot vydrancován a vypálen. Naproti tomu během třicetileté války utrpěl relativně menší škody než okolní panství.
Počátkem 18. století nastal setrvalý růst městečka. V roce 1850 získal Lanžhot obecní samosprávu, žilo zde tehdy téměř 2700 obyvatel. Od roku 1900 měl status městyse. Téhož roku zde byla zprovozněna železnice – místní dráha Břeclav–Kúty, z níž se později stala část páteřní československé trati Břeclav–Bratislava. Stanice v Lanžhotě vznikla až roku 1922.
Roku 1920 získalo nově vzniklé Československo dosud dolnorakouský Dyjský trojúhelník, jehož většina (zejména značná část ranšpurského katastru) byla připojena právě k Lanžhotu; menší část získalo sousední město Břeclav. Území Lanžhota se tím rozšířilo o rozsáhlé lužní polesí.
Po Mnichovské dohodě byl roku 1938 k nacistickému Německu připojen nejen celý Dyjský trojúhelník, nýbrž i jižní část původního katastru Lanžhota (z doby před rokem 1920), i když samotný intravilán s blízkou částí extravilánu zůstal nadále součástí území tzv. Druhé republiky, neboť obec byla drtivou většinou česká. V nacistickém Německu se ocitly lesy na jihu katastru Lanžhota a hranice dále probíhala podél západního okraje silnice spojující Lanžhot se Slovenskem. Během následné druhé světové války se do Lanžhota sestěhovala řada obyvatel z Břeclavi (připojené přímo k Říši), roku 1944 zde žilo asi 5000 lidí.
Na konci druhé světové války, během Bratislavsko-brněnské operace, proběhly o Lanžhot těžké boje. Bitva o město během 5.–11. dubna 1945 si vyžádala životy několika set sovětských vojáků. Německé ztráty byly pravděpodobně obdobné. Během bojů zahynulo 56 místních občanů, stovky dalších utrpěly zranění. Z 924 obytných domů bylo zcela zničeno 230, většina ostatních utrpěla poškození. Dne 11. dubna 1945 se Lanžhot stal první osvobozenou obcí na území jižní Moravy.
Po válce mnoho lanžhotských občanů, kteří přišli o své domovy, odešlo do uprázdněných sídel po vysídlených německých spoluobčanech v pohraničí. Tím počet obyvatel obce na počátku 50. let poklesl asi na 3650.
Po rozdělení Československa roku 1993 vznikl na katastrálním území Lanžhota silniční, dálniční i železniční hraniční přechod na Slovensko. 
Dne 27. června 2001 byl Lanžhot povýšen na město.

## Přírodní poměry
Lanžhot se nachází v Dolnomoravském úvalu. Většina zástavby se prostírá na plochém ostrohu, který klesá na jihovýchodě dosti prudce ke Kyjovce a na jihozápadě naopak pozvolna do nivy Dyje. Je zde jedno z nejteplejších a nejsušších klimat v Česku.
Značně velký katastr je na jihozápadě vymezen řekou Dyjí, na východě řekou Moravou. Obě řeky zde zároveň tvoří státní hranice s Rakouskem a Slovenskem a celý katastr města tvoří klín vybíhající mezi území obou výše zmíněných států. V nejjižnějším cípu katastru se nachází turisticky atraktivní soutok obou řek, tvořící trojmezí Česka, Rakouska a Slovenska a nejjižnější a nejníže položený bod Moravy (země). Velká část katastru města je pokryta cennými lužními lesy, protkanými několika menšími vodními toky: Čtvrtým járkem, Kladníkem, Kopanicí, Kyjovkou, Svodnicí, Vlčí struhou.
Lanžhot sousedí na severozápadě s Břeclaví, na severu s Kosticemi a na severovýchodě s Tvrdonicemi, dále se slovenskými obcemi (od severu) Gbely, Brodské (okres Skalica), Kúty a Sekule (okres Senica), a s rakouskými obcemi Rabensburg (okres Mistelbach) a Hohenau an der March (okres Gänserndorf).
Jižní (neobydlená) polovina katastru města mezi řekami Dyjí a Moravou (součást tzv. Dyjského trojúhelníku) patřila až do 30. července 1920 k Dolnímu Rakousku, než byla ze strategických důvodů přiřčena Československu. Katastru Lanžhota se dotkla také úprava státní hranice se Slovenskem roku 1997, kdy byla tato přizpůsobena zregulovanému korytu hraniční řeky Moravy. Tím Lanžhot ztratil pozemky ležící za řekou ve prospěch Slovenska, ale naopak získal ty dosud slovenské na svém břehu.

### Vodstvo a podnebí
Katastrem města Lanžhota protékají hned tři řeky – Kyjovka, která se pod Lanžhotem vlévá do řeky Dyje, která se dál vlévá do řeky Moravy a ta poté opouští katastr Lanžhota a tím i území České republiky.
Převážně extravilánem města teče také říčka zvaná "Malá Caja". V katastru města se nachází rybník Kout.
Klima v Lanžhotě patří k nejteplejším a nejsušším v Česku. Z důvodu blízkosti lužního lesa jsou časté komáří kalamity.

### Ochrana životního prostředí
- Národní přírodní rezervace: Lanžhotské pralesy (zahrnuje též bývalé NPR Ranšpurk a Cahnov – Soutok)
- Národní přírodní památka: Soutok (z větší části)
- Obora Soutok – velká obora Lesního závodu Židlochovice pro chov spárkaté zvěře

Většina lanžhotského katastru se nachází v biosférické rezervaci Dolní Morava a od 1. července 2025 také v CHKO Soutok.

### Přírodní pohromy
Roku 1996 postihly Lanžhot „divoké deště“.
V červenci 1997 patřil Lanžhot k obcím zasaženým katastrofálními moravskými povodněmi, když došlo k rozlití Moravy do celé široké nivy. Velké škody byly napáchány v nízko položené jihovýchodní části města podél Kyjovky.
13. června 2022 se Lanžhotem prohnalo tornádo síly IF1+, které poškodilo cca 30 domů v ulicích Kostická a Stráže. Šlo tak již o druhé tornádo na Podluží v horizontu jednoho roku (ničivé jihomoravské tornádo v červnu 2021 se Lanžhotu těsně vyhnulo).

## Obyvatelstvo
| Rok            | 1869  | 1880  | 1890  | 1900  | 1910  | 1921  | 1930  | 1950  | 1961  | 1970  | 1980  | 1991  | 2001  | 2011  | 2021  |
| -------------- | ----- | ----- | ----- | ----- | ----- | ----- | ----- | ----- | ----- | ----- | ----- | ----- | ----- | ----- | ----- |
| Počet obyvatel | 2 435 | 2 700 | 2 780 | 2 972 | 3 176 | 3 523 | 3 882 | 3 657 | 3 996 | 3 926 | 3 944 | 3 753 | 3 771 | 3 653 | 3 437 |
| Počet domů     | 449   | 516   | 521   | 534   | 610   | 640   | 829   | 882   | 905   | 951   | 1 021 | 1 177 | 1 184 | 1 237 | 1 221 |

## Městská správa a politika
V letech 1990 až 2006 byl starostou Tomáš Polach (nezávislý). Za jeho působení ve funkci se v červnu 2001, převzetím dekretu (s datem začátku platnosti od 27. června téhož roku) od tehdejšího předsedy Poslanecké sněmovny Václava Klause, stal Lanžhot městem.
Mezi roky 2006 až 2014 pak funkci starosty vykonával František Hrnčíř (TOP 09 a nezávislí), za jehož působení začal vycházet místní zpravodaj.
Komunální volby v roce 2014 těsně vyhrálo uskupení Volba pro Lanžhot (VpL, 20,05 %), na ustavujícím zasedání zastupitelstva 5. listopadu 2014 pak byl do funkce starosty zvolen Ladislav Straka, povoláním učitel na břeclavském gymnáziu. Volba pro Lanžhot vyhrála také volby v r. 2018 (40,31 %), po nichž se Straka opět stal starostou. Na ustavující schůzi dne 21. října 2022 byl podruhé znovuzvolen, a to po třetích vyhraných komunálních volbách, v nichž pod jeho vedením uskupení VpL získalo doposud nejvyšší volební výsledek – 58,44 %.

### Městské symboly
Znak byl městu udělen rozhodnutím předsedy Poslanecké sněmovny Parlamentu České republiky dne 29. března 1995 a vlajka byla městu udělena rozhodnutím předsedy PSP ČR dne 29. června 1995.

## Doprava
Lanžhot leží na jednom z nejvýznamnějších a nejfrekventovanějších česko-slovenských hraničních přechodů, a to pro silniční i železniční dopravu. Naproti tomu do Rakouska, s nímž Lanžhot sousedí tokem Dyje, odsud žádné pozemní spojení neexistuje.

### Železnice
Městem prochází dvojkolejná elektrifikovaná železniční trať Břeclav–Kúty, po němž je vedena tranzitní osobní i nákladní doprava z Prvního a Druhého železničního koridoru směr Bratislava a Maďarsko. Stanice Lanžhot se nachází na severním okraji města. Od roku 2021 není obsluhována osobní dopravou a slouží jen jako nákladní a manipulační nádraží (jde o poslední stanici před státní hranicí). 

### Silnice
Kolem města prochází dálnice D2, která zde překračuje státní hranici na Slovensko (Kúty). U Lanžhota ovšem není oficiální dálniční nájezd, pouze odpočívadlo na bývalé celnici, propojené s městem obslužnou silnicí. 
Město samotné je obslouženo paralelní silnicí II/425 (stará státní silnice č. 2, úsek Břeclav – Brodské – Kúty), která se tu kříží se silnicí II/424 do Moravské Nové Vsi. Okrajem katastru ještě vede silnice III/4245 (Břeclav – Kostice).

### Cyklotrasy
Městem a zejména jeho katastrem probíhá několik desítek km regionálních cyklotras, např. Vinařská stezka.

### Veřejná hromadná doprava
Lanžhot je součástí Integrovaného dopravního systému Jihomoravského kraje, tarifní zóna 585. Obsluhuje ho autobusová linka IDS JMK 572 (Břeclav – Lanžhot – Hodonín).
Ve stanici Lanžhot zpravidla stavěly pouze zastávkové osobní vlaky, rychlíky jen výjimečně, a to i po rozdělení Československa, kdy šlo o poslední zastávku na českém území. Roku 2007 bylo nádraží rekonstruováno. Po zapojení do IDS JMK (prosinec 2008) obsluhovaly stanici Lanžhot regionální osobní vlaky linky S53 (v letech 2010–2011 krátce účelové spoje prodloužené linky S9 od Hodonína) na trase Břeclav – Lanžhot (– Brodské – Kúty), a to do 12. prosince 2021. Dopravu provozovala společnost České dráhy, a.s.. Roku 2015 byl ve stanici zrušen prodej jízdenek.
Koncem roku 2021 byla linka S53 kvůli výluce (z důvodu oprav tratě, zejména mostu přes Moravu) dočasně zrušena z důvodu omezené kapacity tratě. Už tak poměrně málo využívanou vlakovou linku plně nahradil autobus linky 572 a koordinátor dopravy nevyloučil, že ani po ukončení výluky už provoz osobních vlaků do Lanžhota nebude obnoven. 11. června 2023 byl zrušen provoz linky S53 v pracovní dny v případě obnovy provozu celé linky.

## Společnost

### Náboženský život
Prvním oficiálním farářem se od listopadu 1612 stal Štěpán Bučič, původem z Uher, a to z vůle majitele panství, Karla I. z Lichtenštejna. Ve farnosti působil až do své smrti, 5. března 1658. Jeho odkaz připomíná epitaf na severovýchodní straně kostela. Do současnosti jej následovalo dalších doložených 36 farářů a administrátorů. Mezi lety 1718 až 1950 ve farnosti s přestávkami působili také kaplani a pomocní kněží.
Od 13. ledna 2020 do 31. prosince 2021 byla Římskokatolická farnost Lanžhot rozdělena mezi dva kněze. Materiálním správcem byl až do konce roku 2021 R. D. Mgr. Pavel Römer (odešel do Velkých Bílovic a poté do Břeclavi, v Lanžhotě působil od srpna 2017). Duchovním správcem (administrátorem excurrendo in spiritualibus) se k 13. 1. 2020 stal R. D. Mgr. Robert Prodělal z blízké farnosti Tvrdonice, od začátku r. 2022 je zcela administrátorem excurrendo.
Od ledna 2024 obývají uvolněnou lanžhotskou faru kněží-senioři Mons. Karel Janoušek a Mons. Gejza Veselý.

### Kultura
Lanžhot je významným střediskem slovácké folklórní oblasti Podluží a je také sídlem stejnojmenného mikroregionu. Je též znám svým specifickým nářečím a zvyky; svéráz Lanžhočanů je v okolních obcích předmětem řady rčení a vtipů. O Lanžhotě rovněž existuje mnoho lidových písní (Za Lanžhotem v poli; U Lanžhota na dolině; Ti łanžhočtí pachoľíci hodní; Lanžočanů doma néni a další, ale i Pri brecłavskej pile).
Ve městě se každoročně v půli září slaví tradiční krojované hody provázené ručním stavěním „máje“ (většinou tři masivní ostrouhané klády spojené v jednu vysokou, nahoře s několika větvemi a praporem), tanci, zpěvem a obecně lidovou zábavou. Nechybí zde množství atrakcí pro děti a také občerstvovacích či jiných stánků. Hody mají svůj jak kulturní, tak duchovní význam. Probíhají od soboty, resp. neděle do úterý po 14. září, kdy je slaveno patrocinium místního kostela, který je zasvěcen Povýšení sv. Kříže. Následující víkend na hody navazují tzv. „hodky“.

### Sport
Lanžhot má slavnou fotbalovou tradici, zdejší klub TJ Sokol Lanžhot hrál v 50. letech dokonce druhou československou ligu. Po mnoha dekádách v regionálních soutěžích Lanžhot roku 2018 postoupil do 4. ligy (Divize D), v níž prozatím dosahuje velmi dobrých výsledků, dosud vždy v první třetině tabulky a sezónu 2023/24 zakončil dokonce na druhém místě. Klub sídlí za Kyjovkou v areálu „Na Šlajsi“.

## Pamětihodnosti
- Kostel Povýšení svatého Kříže – původně raně barokní jednolodní chrám z 10. a 20. let 17. století, v letech 1892–1893 radikálně přestavěn na neoklasicistní eklektické trojlodí dle návrhu Karla Weinbrennera.
- usedlost č.p. 183 – stavba tradičního lidového stylu z roku 1857
- usedlost č.p. 155 – zemědělská usedlost z druhé poloviny 19. století, s dochovaným původním malovaným žudrem. Nyní využívána jako městské muzeum.
- lovecký zámeček Lichtenštejnů z roku 1890, autor K. Weinbrenner
- pomník padlým a socha Tomáše Garrigue Masaryka u školy
- památkově chráněná socha rudoarmějce z roku 1953

## Osobnosti
- Edmund von Krieghammer (1831–1906), rakousko-uherský generál a politik
- Metoděj Prajka (1898–1962), lidový muzikant, hudební skladatel a kapelník
- Antonín Bartoš (1910–1998), voják československé zahraniční armády, poslanec poválečného Národního shromáždění, na jeho rodném domku je od r. 2000 pamětní deska
- Rozálie „Rózka“ Horáková, roz. Uhrová (1912–1980), skladatelka a zpěvačka lidových písní
- František Gajda (1913–1950), příslušník třetího odboje, agent chodec
- Božena Šebetovská (1919–1982), zpěvačka lidových písní
- Josef „Jožulka“ Uher (* 1. března 1933), fotbalový hráč a funkcionář, lidový hudební skladatel, někdejší kronikář[33]
- Marie Švirgová, roz. Svačinová (1936–2022), folkloristka a malérečka[34]
- Milan Puzrla (1946–2021), cyklista, olympionik a vicemistr světa v časovce družstev na 100 km
- František Bartoš (1947–2014), atlet, vytrvalostní běžec
- Marie Prajková (* 28. května 1950), zpěvačka lidových písní, vedoucí ženského pěveckého sboru
- Miroslav Němeček (*1963), programátor a vývojář
- Břetislav Osička (* 8. listopadu 1963), zpěvák lidových písní, restauratér, manžel J. Osičkové[35]
- František „Franta“ Uher (* 25. května 1964), zpěvák a lidový vypravěč[36]
- Jiří Zonyga (*1964), zpěvák a muzikálový herec, vítěz české verze soutěže X Factor
- Jitka Osičková (* 22. ledna 1965), zpěvačka lidových písní, restauratérka, manželka B. Osičky[37][38]
- Jana Štvrtecká (*1971), členka činohry Národního divadla Brno[39], pedagožka JAMU[40], televizní[41] herečka, komentátorka a dabérka[42]
- Martina Šestáková roz. Darmovzalová (*1978), atletka
- František Brantalík ml. (* ?), sólista opery Jihočeského divadla České Budějovice[43]
- Oldřich Bělka (*1993), divadelní[44] a televizní[45] herec, člen činohry Národního divadla Brno a host souboru Městského divadla Zlín[46]

## Partnerská města
- Rabensburg, Rakousko – přeshraniční sousední obec

## Galerie

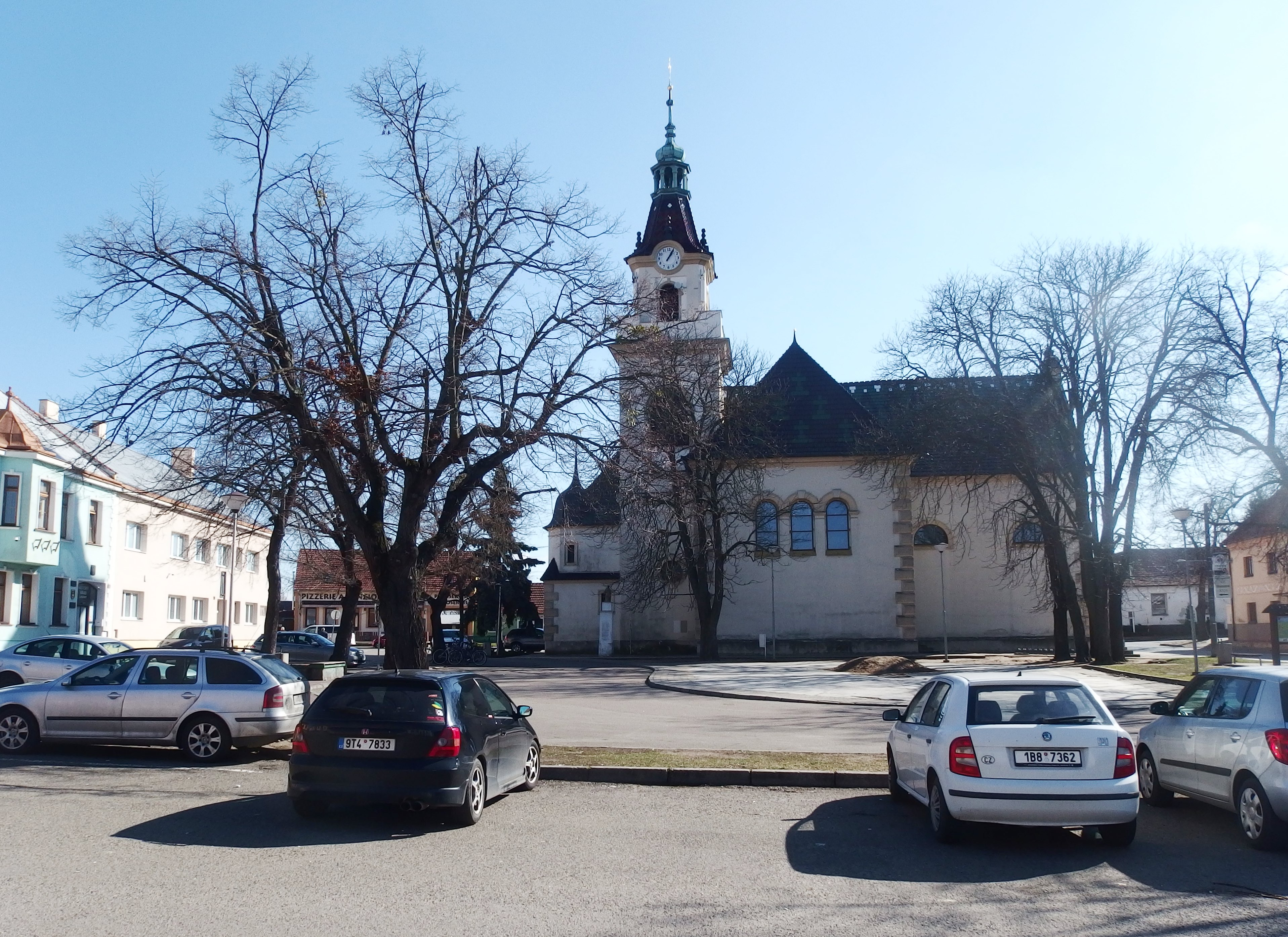
náměstí
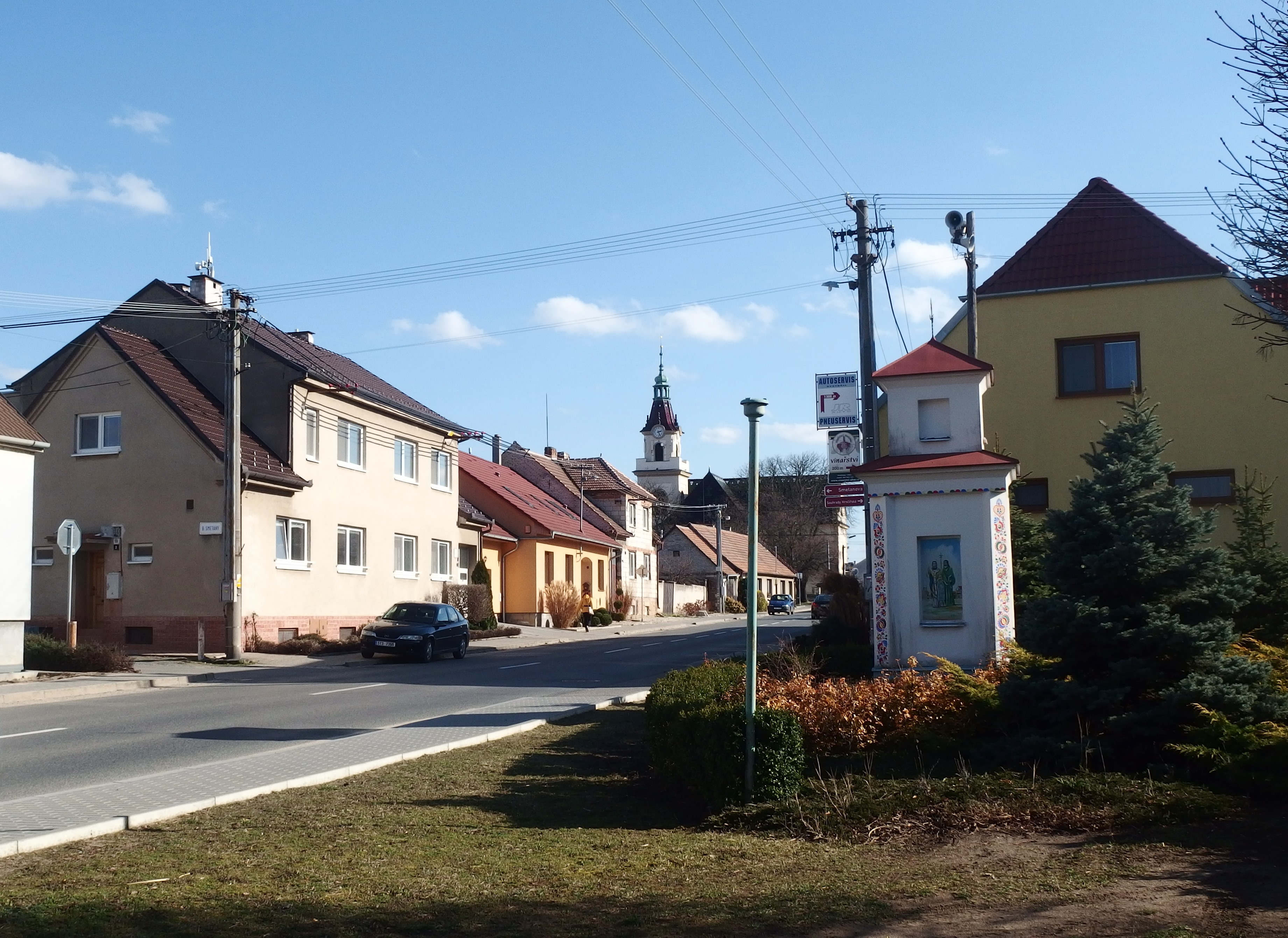
ulice Masarykova
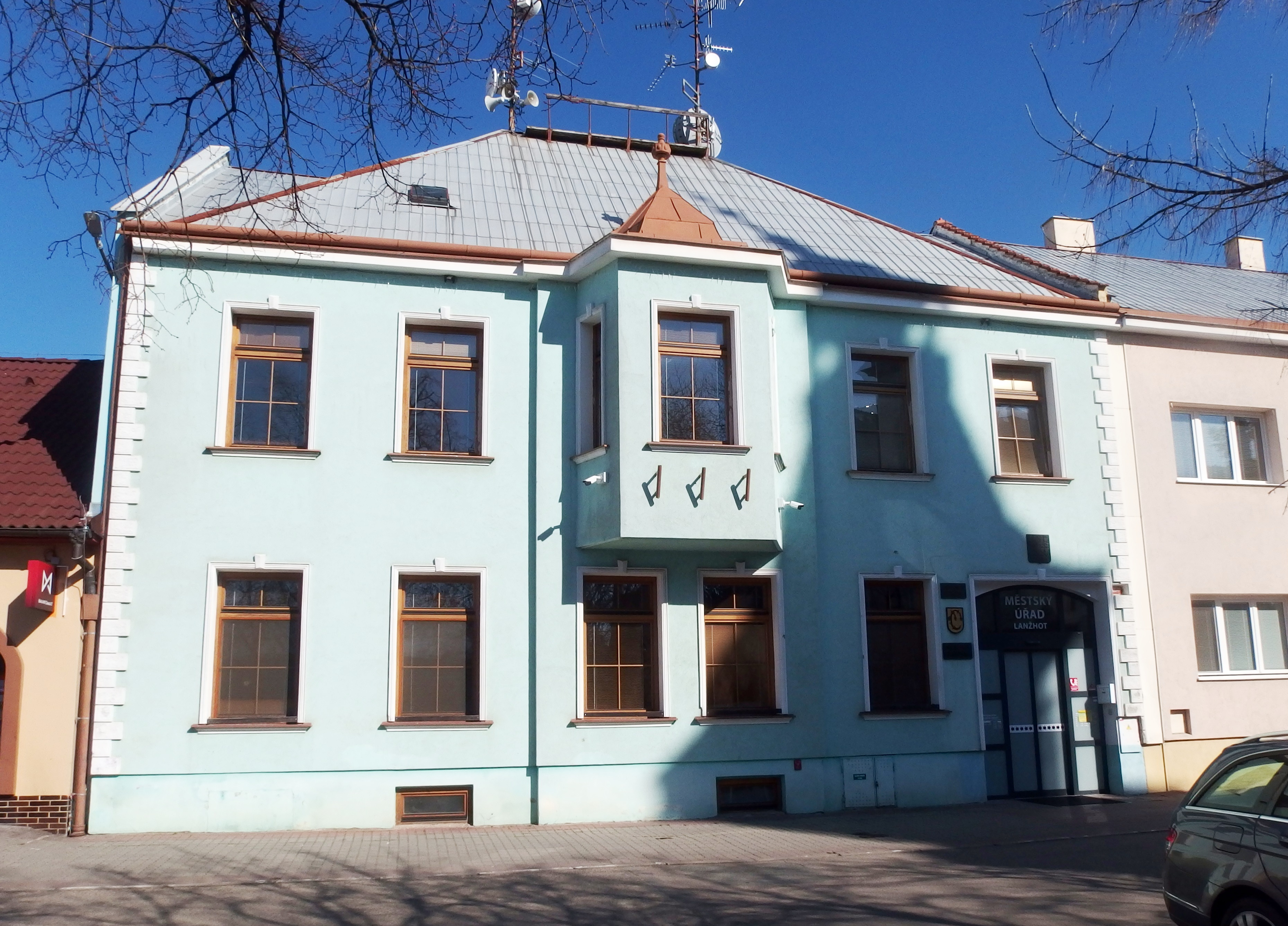
radnice
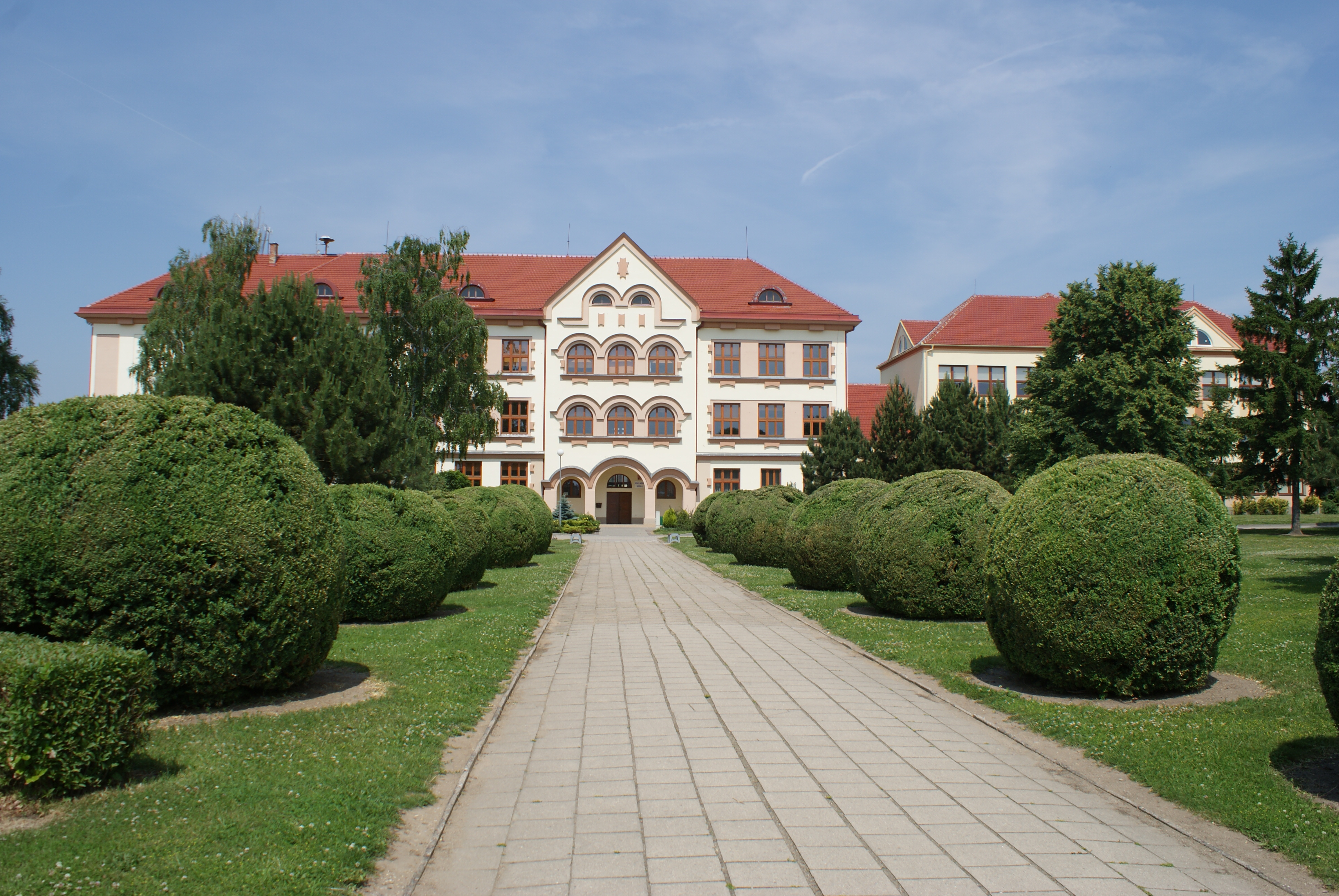
základní škola
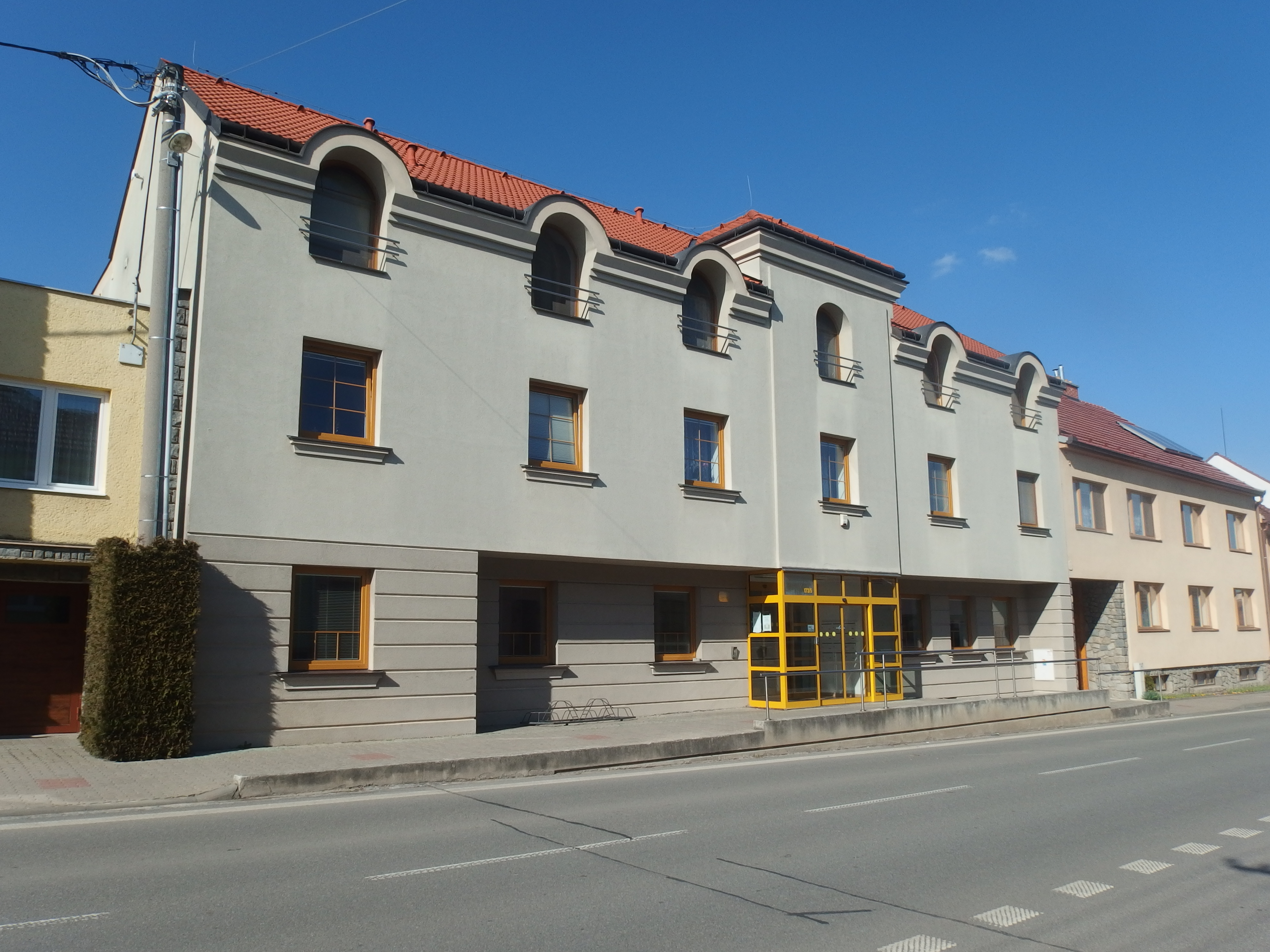
dům s pečovatelskou službou
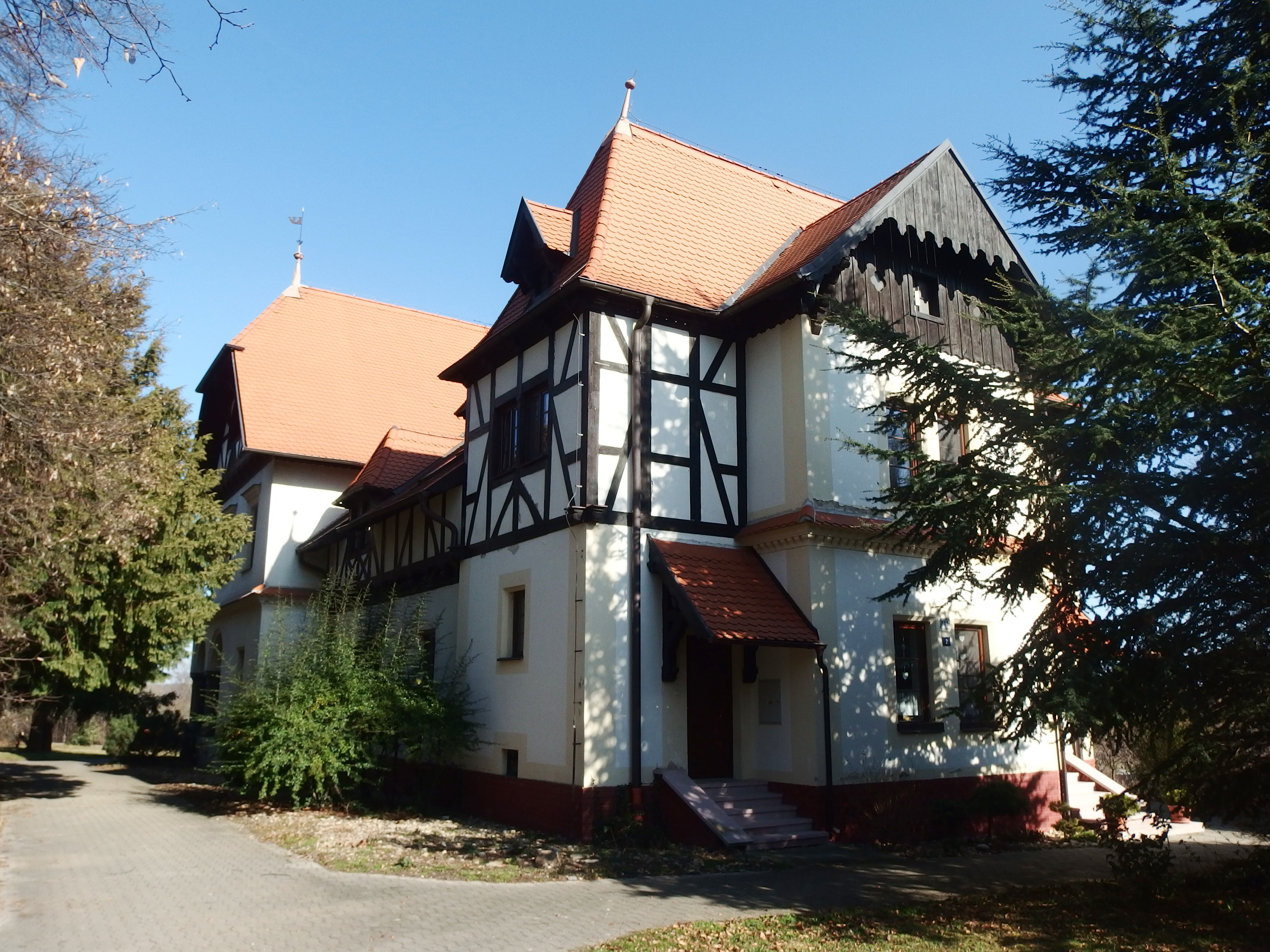
zámeček
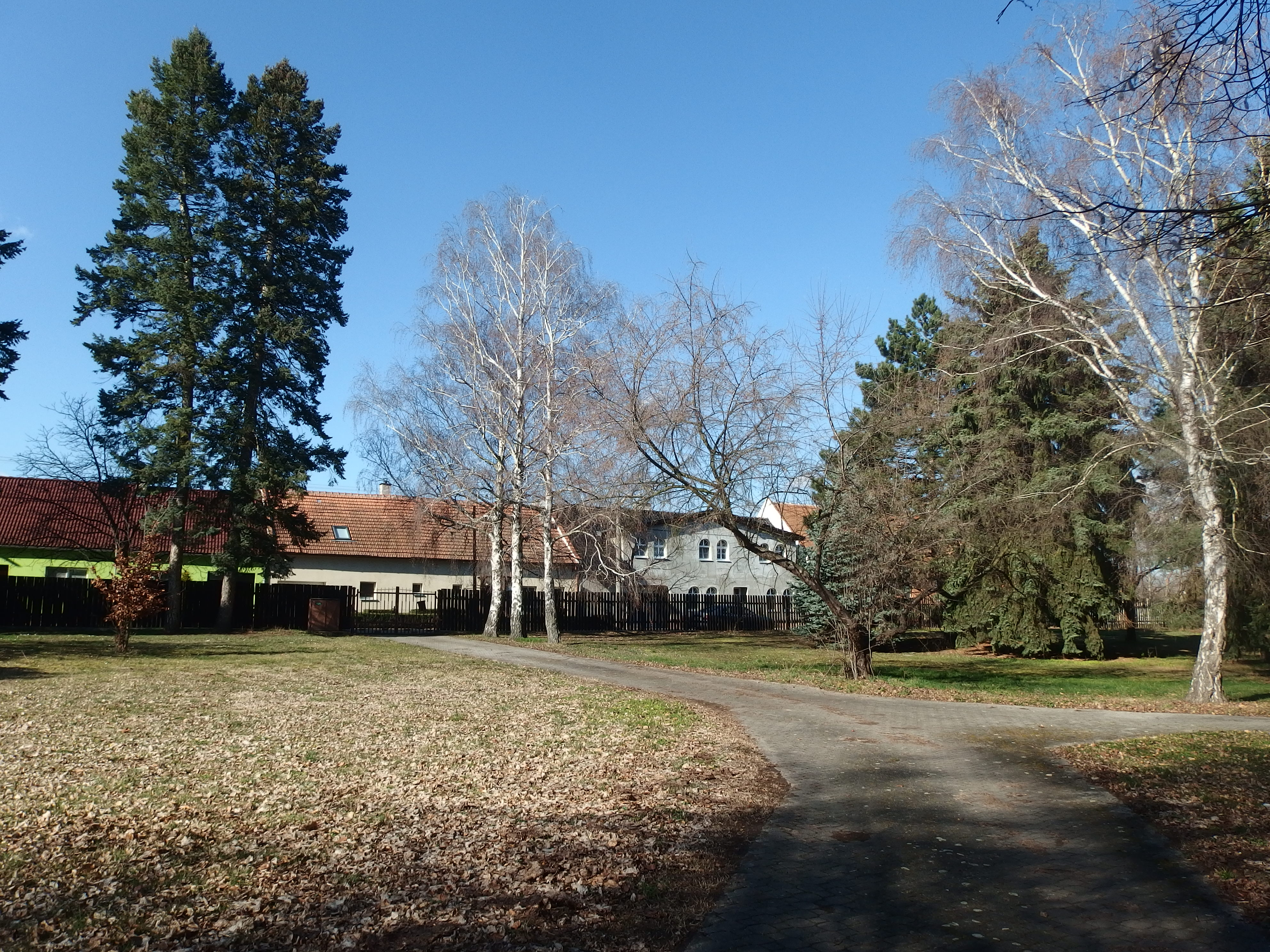
zámecký park
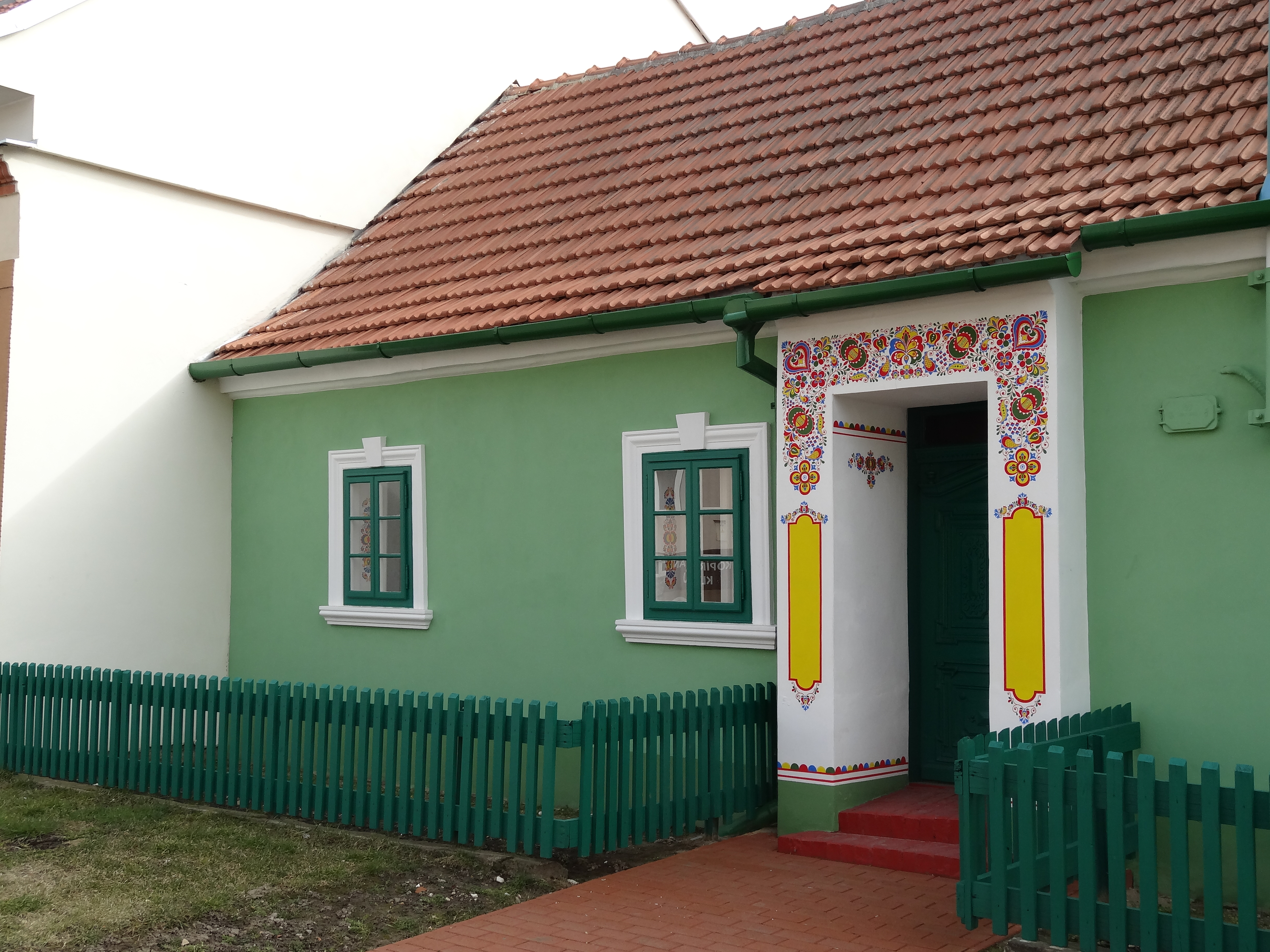
usedlost s malovaným žudrem
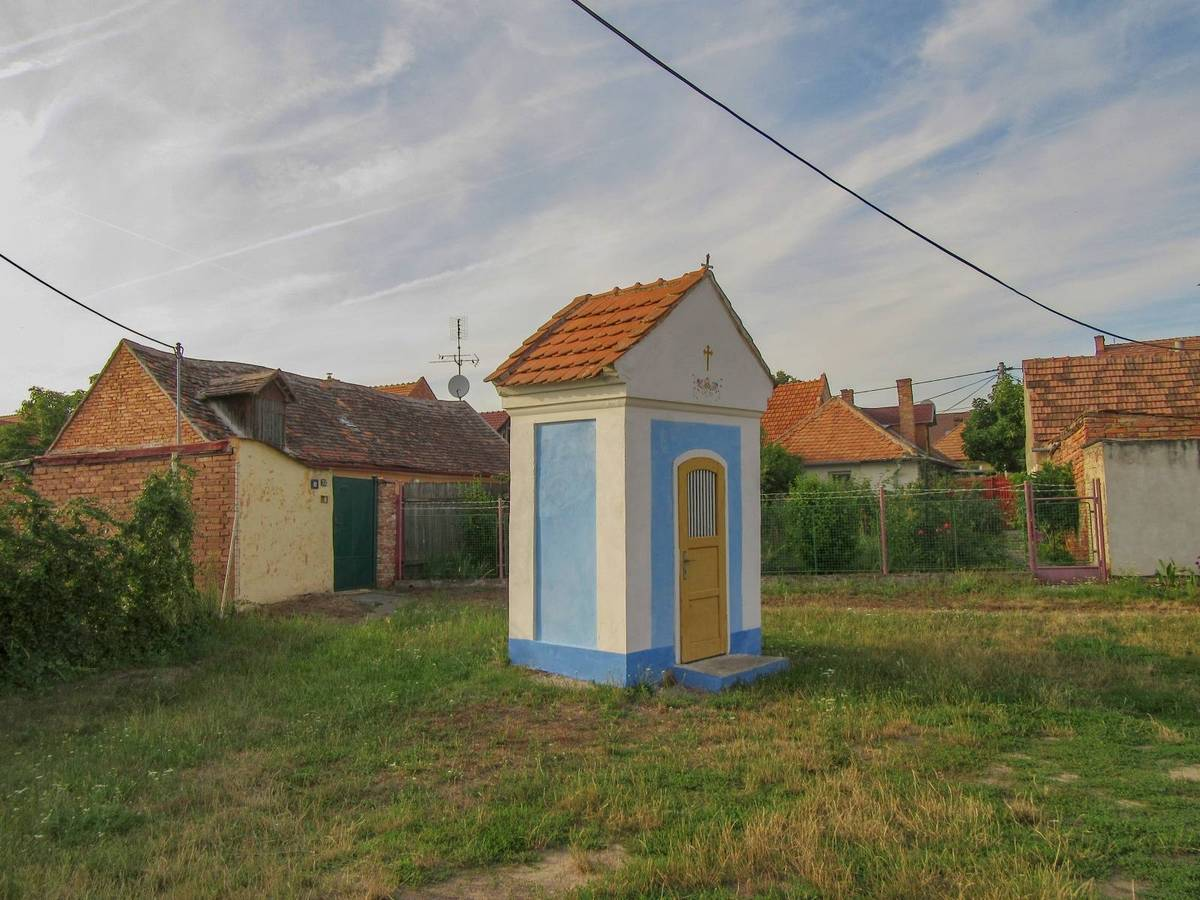
kaplička v ulici Kout
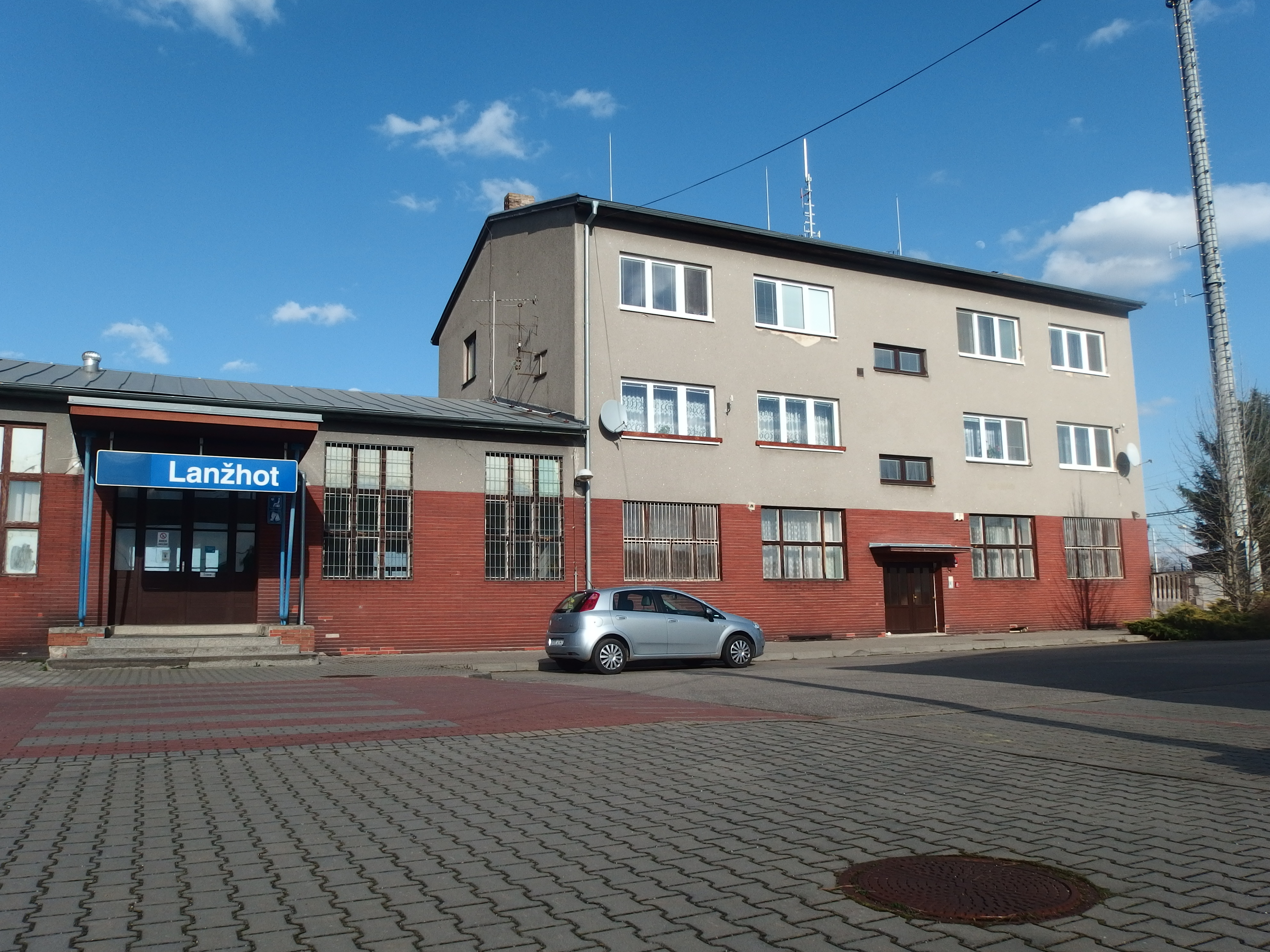
nádraží
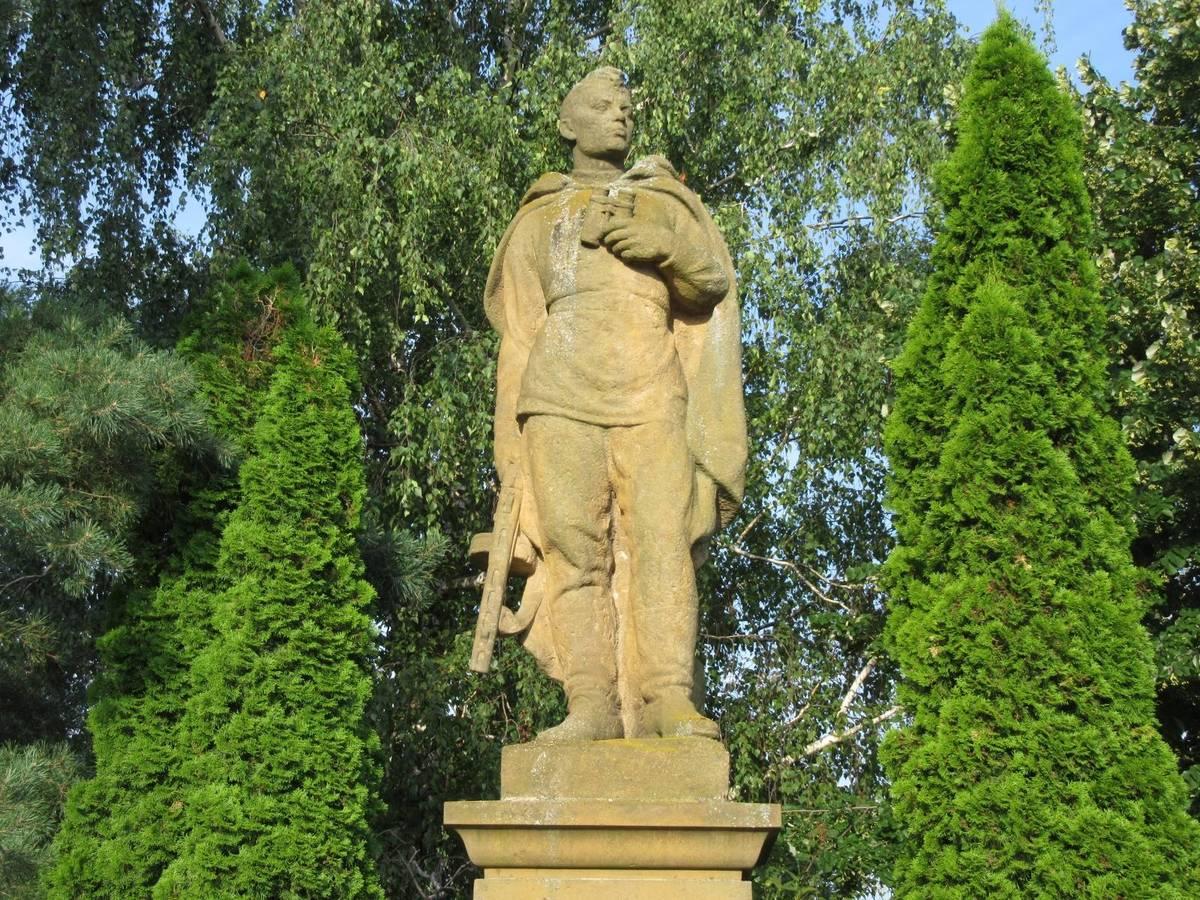
pomník padlým rudoarmějcům
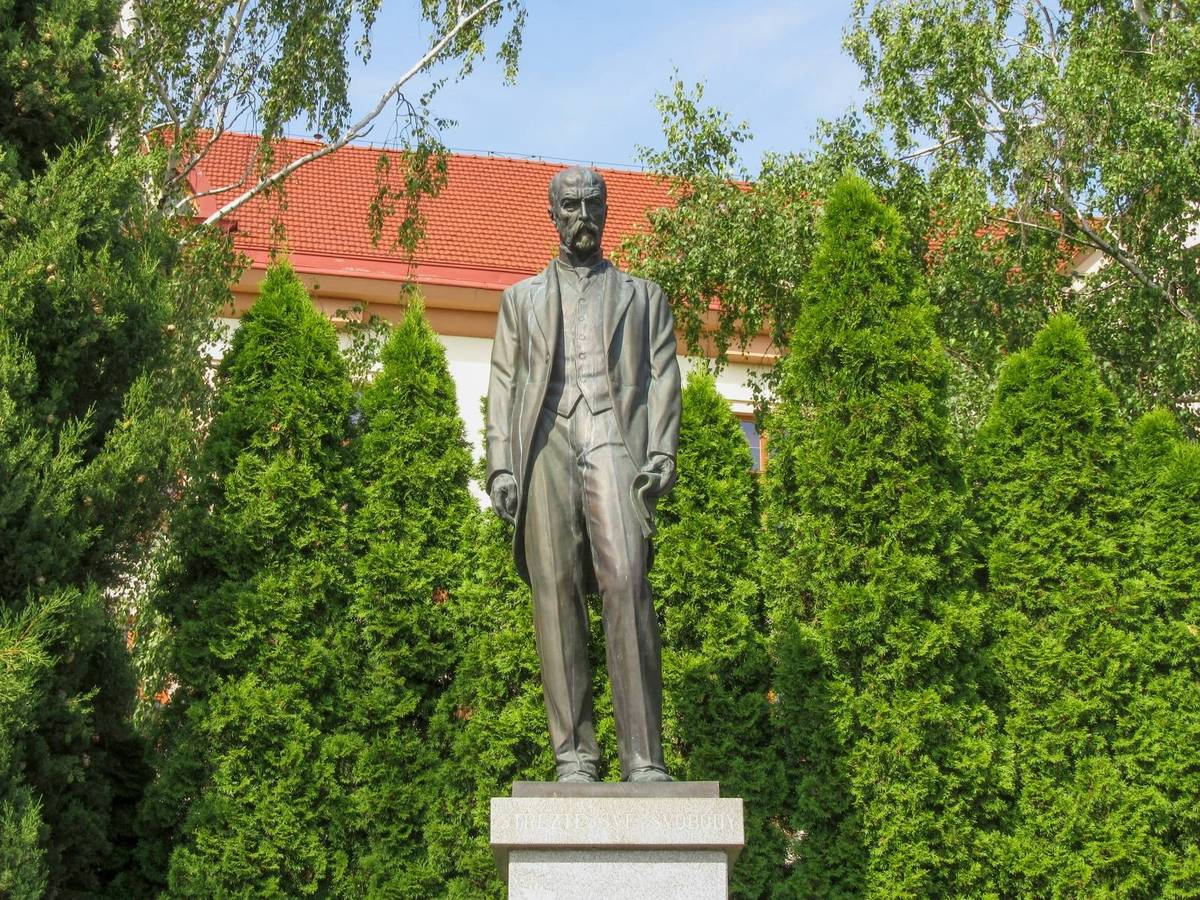
socha T. G. Masaryka před školou